# John Backus
John Warner Backus (Philadelphia, Pennsylvania, 3. prosinca, 1924. – Ashland, Oregon, 17. ožujka, 2007.), američki računalni znanstvenik. 
Vodio je tim koji je izmislio FORTRAN), prvi široko korišten viši programski jezik, te je izumio Backus-Naurov oblik (BNF), praktički univerzalni sustav oznaka korišten prilikom definiranja sintakse formalnog jezika. Također je istraživao programiranje na razini funkcija i pokušao ga popularizirati.
IEEE je dodijelio Backusu W.W. McDowell nagradu 1967. za razvoj FORTRAN-a. Primio je nagradu National Medal of Science 1975. i ACM Turingovu nagradu za “za duboke, utjecajne i trajne doprinose dizajnu praktičnih programskih sustava visoke razine, napose rad na programskom jeziku FORTRAN, te plodonosne radove o formalnim postupcima za specifikaciju programskih jezika”

## Život i karijera
Backus se rodio u Philadelphiji, Pennsylvania, ali odrastao u Wilmingtonu, Delaware. Pohađao je Hill School u Pottstownu, Pennsylvania, i navodno nije bio baš marljiv student. Nakon što je upisao Sveučilište u Virginiji kako bi studirao kemiju, odustao je i bio vrbovan u vojsku SAD-a. Započeo je medicinsku obuku i, nakon šegrtvovanja u bolnici, dijagnosticiran mu je tumor mozga, koji je uspješno odstranjen; ploča mu je ugrađena u mozak, te je potom odustao od medicinske obuke nakon devet mjeseci i sljedeće operacije koja je zamijenila ploču.
Nakon selidbe u New York City, započeo je obuku kao radio tehničar i tad otkrio zanimanje za matematiku - što se pokazalo kao njegovo zvanje. Magistrirao je na Sveučilištu Columbia 1949. te se zaposlio u IBM-u 1950. Tijekom prve tri godine je radio na SSEC-u; prvi veći projekt mu je bio pisanje programa koji izračunava pozicije Mjeseca.
Teškoće programiranja su bile akutne, te je stoga 1954. Backus skupio tim koji će definirati i razviti Fortran za računalo IBM 704. Iako možda nije prvi viši programski jezik, bio je prvi koji je postigao široku uporabu.
John Backus je napravio još jedan kritični doprinos ranom računarstvu: tijekom kasnih 1950-ih Backus je služio na međunarodnom komitetu koji je razvio ALGOL 58 i vrlo utjecajni ALGOL 60, koji je ubrzo postao de facto svjetski standard za objavljivanje algoritama. Backus je razvio Backus-Naurov oblik u UNESCO-ovu izvješću o ALGOL-u 58. Ovo je bila formalna notacija s kojom se može opisati bilo koji kontekstno-neovisni programski jezik i bila je važna u razvoju jezičnih procesora. Ovaj je doprinos pomogao Backusu dobiti Turingovu nagradu.
Kasnije je radio na programskom jeziku na razini funkcija poznatom kao FP koji je opisan u njegovoj lekciji prilikom primitka Turingove nagrade “Može li programiranje biti oslobođeno od von Neumannova stila?” Ponekad shvaćen kao Backusova isprika za stvaranje FORTRAN-a, ovaj je rad učinio manje za povećanje zanimanja za FP nego što je potaknuo istraživanje funkcijskog programiranja općenito. FP interpreter je bio distribuiran s 4.2BSD Unix operacijskim sustavom.
FP je bio snažno inspiriran APL-om  Kennetha Iversona, čak i korištenjem nestandardnog skupa znakova. Backus je potrošio ostatak karijere razvijajući FL (od Function Level), nasljednika FP-a. FP je bio interni IBM-ov istraživački projekt, i razvoj je jezika bio esencijalno zaustavljen kad je projekt završio (svega nekoliko papira koji ga dokumentiraju su preostala), ali mnoge inovativne i važne ideje iz jezika su ostale inkorporirane u Iversonovom programskom jeziku J.
Backus je imenovan IBM Fellow 1963., te je dobio honoris causa Sveučilišta Henri Poincaré u Nancyju (Francuska) 1989. te Draperovu nagradu 1993. Umirovljen je 1991. i umro u svome domu u Ashlandu, Oregon 17. ožujka 2007.a

## Vanjske poveznice
- Backusove biografije: ,
- 1977 Turing Award Lecture: Can Programming Be Liberated From the von Neumann Style?  Arhivirana inačica izvorne stranice od 21. lipnja 2007. (Wayback Machine)
- Projekt FL
- Fotografije Johna Backusa
- New York Times osmrtnica za Johna W. Backusa
- IBM arhiv
- O BNF